# Lia-Mara Bösch
Lia-Mara Bösch (* 3. September 1994) ist eine Schweizer Snowboarderin. Sie startet in den  Freestyledisziplinen.

## Werdegang
Bösch nimmt seit 2012 an Wettbewerben der Ticket to Ride World Snowboard Tour teil. Bei den Schweizer Meisterschaften 2014 am Corvatsch gewann sie Bronze im Slopestyle. Zu Beginn der Saison 2014/15 kam sie bei der Audi Snowboard Series im Glacier 3000 auf den zweiten und auf den ersten Rang im Slopestyle. Beim Saisonhöhepunkt den Snowboard-Weltmeisterschaften 2015 am Kreischberg belegte sie den 22. Rang im Slopestyle und den fünften Rang im Big Air Wettbewerb. Ihr erstes FIS-Weltcuprennen fuhr sie im Februar 2015 in Stoneham, welches sie auf dem zweiten Platz im Big Air beendete. Im November 2015 wurde sie bei der Audi Snowboard Series im Glacier 3000 Zweite im Big Air Wettbewerb. In den folgenden Jahren startete sie im Europacup. Dabei holte sie bisher sechs Siege und gewann in der Saison 2019/20 die Big-Air-Wertung.